# Богданов, Николай Владимирович
Никола́й Влади́мирович Богда́нов (5 марта 1906, Кадом, Тамбовская губерния — 21 ноября 1989, Москва) — советский детский писатель, драматург, журналист фронтовой газеты в годы Великой Отечественной войны.

## Биография
Николай Владимирович Богданов родился в городе Кадом Темниковского уезда Тамбовской губернии (ныне — посёлок городского типа, административный центр Кадомского района Рязанской области). Отец был земским доктором, а мать, Мария Алексеевна (в девичестве Васильева, её родной брат, лётчик Александр Васильев, совершил в 1911 году самый первый перелёт из Петербурга в Москву), была учительницей. Николай учился в Елатомской гимназии, а когда семья переехала в Сасово продолжил учёбу в Сасовской школе второй ступени.
В 1920 году вступил в комсомол, организовывал комсомольские ячейки в Сасовском районе. В 1923 году по путёвке Рязанского губкома комсомола был направлен на учёбу в Москву в Московский высший литературно — художественный институт им. В. Я. Брюсова. Ушёл из института со второго курса, чтобы работать в издательстве «Молодая гвардия».
Во время учёбы стал пионервожатым, работал в журнале «Пионер», помогал Надежде Крупской вести переписку с читателями, а также написал предисловие к её книжке «Письма пионерам». Дружба с Аркадием Гайдаром натолкнула его на написание своей первой книги о пионерской жизни. Ей стала повесть «Один из первых». Потом были и другие : «Партия свободных ребят», «Чудесники», «Когда я был вожатым» и т. д.
Во время советско-финской войны он стал корреспондентом армейской газеты «Ленинский путь», освещал действия Красной армии. С началом Великой Отечественной войны также работал фронтовым корреспондентом. На основе своих очерков он написал две книги о войне для детей и две книги прозы. Был награждён медалями «За оборону Москвы», «За оборону Ленинграда», «За оборону Сталинграда» и другими. В 1985 году был удостоен ордена Отечественной войны 2-й степени.
Выступал как переводчик и литературный редактор.

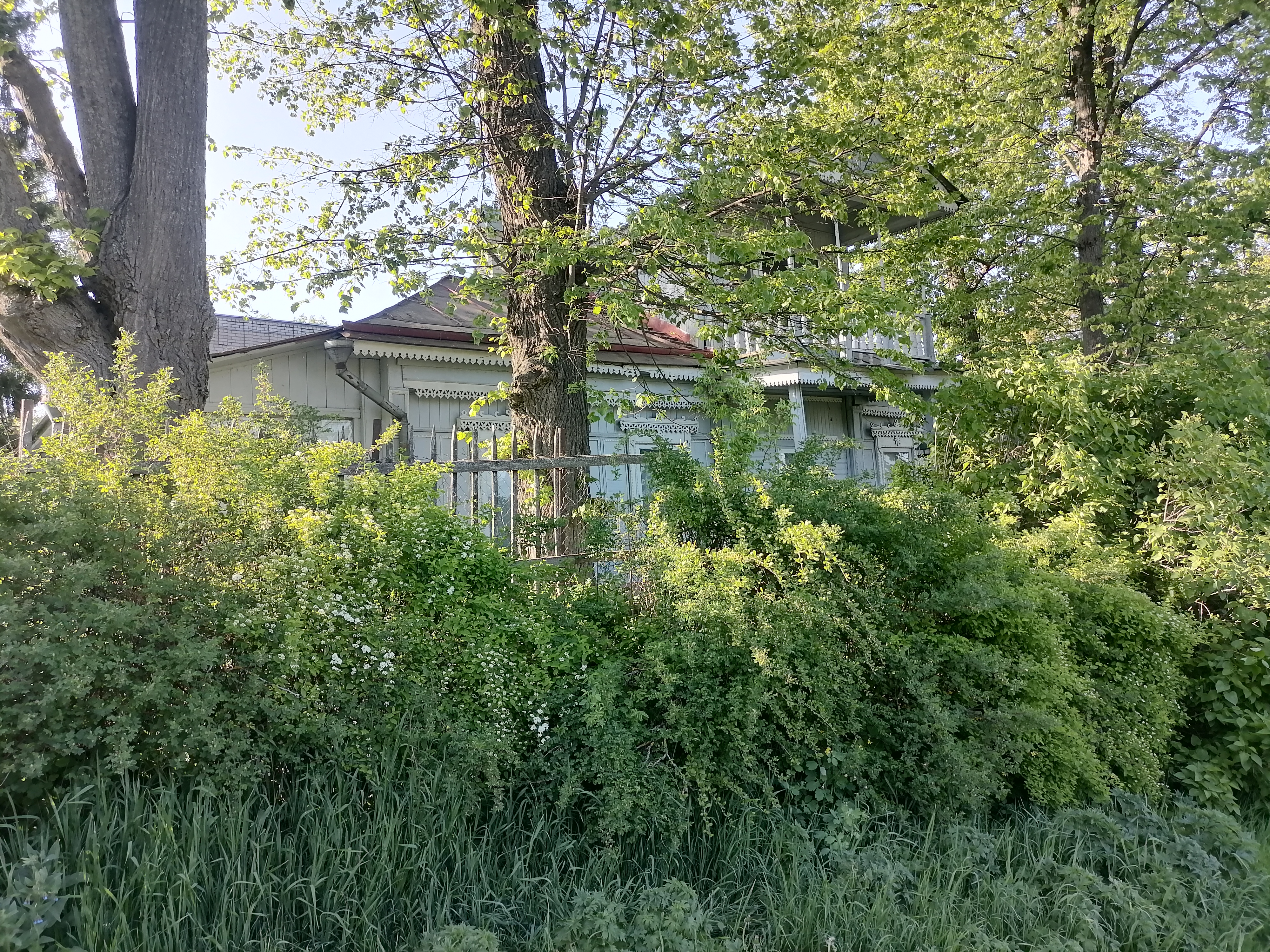
Дом в Тарусе

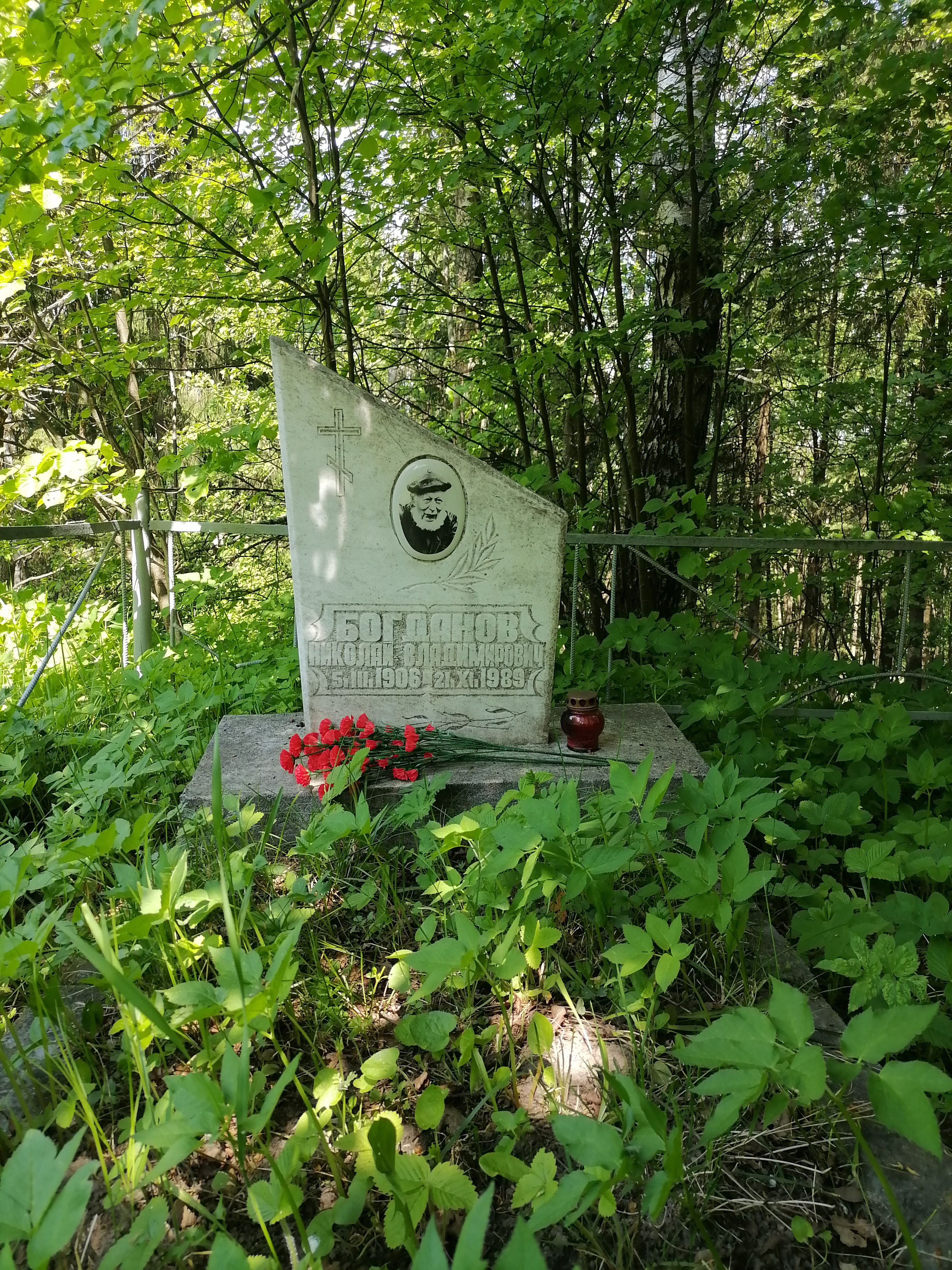
Могила на Старом городском кладбище Тарусы

В 1956 году он купил дом в Тарусе. Жил на улице Каляева, д. 20 (мемориальная доска)
Николай Богданов похоронен на старом Тарусском кладбище, где ещё при жизни он сам выбрал место для своей могилы.

## Память
В 2012 году Николаю Богданову присвоено звание почётного гражданина города Тарусы. Его имя также дано тарусской детской библиотеке.

### Проза о войне. Проза для детей
- Бессмертный горнист
- «Рассказы о войне»
- «Фюнфкиндер»

### Проза для детей
- «Сказ про Красную звёздочку»
- «Улыбка Ильича»

### Проза о войне
- «Тайна Юля-Ярви»
- «Хорошая пословица»

### Советская классическая проза
- «Вечера на укомовских столах»
- «Враг»
- «Легенда о московском Гавроше» (прототип героя повести — Павлик Андреев)
- «О смелых и умелых» (Избранное)

### Пьесы
- «Афродита»